# Telmo Pires
Telmo Pires (Cacia; 4 de abril de 1953) es un exfutbolista estadounidense nacido en Portugal.

## Trayectoria
En 1974, comenzó su carrera profesional con los Rhode Island Oceaneers de la American Soccer League. En 1978-1979, jugó para el Cincinnati Kids y en 1979-1980 para los Hartford Hellions.

## Selección nacional
Jugó un partido con la selección nacional de Estados Unidos en la derrota por 4-0 ante Polonia el 24 de junio de 1975.

## Clubes
| Club                   | País           | Año       |
| ---------------------- | -------------- | --------- |
| Rhode Island Oceaneers | Estados Unidos | 1974-1975 |
| Hartford Bicentennials | Estados Unidos | 1976      |
| New Jersey Americans   | Estados Unidos | 1977-1978 |
| Cincinnati Kids        | Estados Unidos | 1978-1979 |
| Hartford Hellions      | Estados Unidos | 1979-1980 |

## Palmarés

### Títulos nacionales
| Título                 | Equipo                 | País           | Año  |
| ---------------------- | ---------------------- | -------------- | ---- |
| American Soccer League | Rhode Island Oceaneers | Estados Unidos | 1974 |
| American Soccer League | New Jersey Americans   | Estados Unidos | 1977 |